# Jozef Habovštiak
Jozef Habovštiak (* 19. března 1937 Krivá) je slovenský agronom, bývalý československý politik a poslanec Sněmovny lidu Federálního shromáždění po sametové revoluci. V 90. letech poslanec Národní rady SR za Křesťanskodemokratické hnutí.

## Biografie
K roku 1990 je profesně uváděn jako vědecký pracovník, bytem Krivá. Vystudoval agronomii a i za komunistické vlády působil jako soukromý zemědělec, chovatel ovcí a včelař. Po roce 1989 založil v rodné vesnici i plantáž na borůvky. Je členem několika vědeckých mezinárodních společností zaměřených na rozvoj venkova a horské zemědělství. Na základní škole v Krivé vyučuje angličtinu a němčinu. Jeho bratrem je slovenský spisovatel a lingvista Anton Habovštiak.
V lednu 1990 zasedl v rámci procesu kooptací do Federálního shromáždění po sametové revoluci do Sněmovny lidu (volební obvod č. 182 - Bardejov, Východoslovenský kraj) jako bezpartijní poslanec. Ve Federálním shromáždění setrval do konce funkčního období, tedy do svobodných voleb roku 1990.
V letech 1990-1991 je uváděn jako náměstek ministra zemědělství a výživy Slovenské republiky. Po parlamentních volbách na Slovensku roku 1994 byl krátce poslancem Národní rady Slovenské republiky za KDH. Jeho mandát zanikl v prosinci 1994.